# Budynek Gimnazjum Żeńskiego w Piotrkowie Trybunalskim
Budynek Gimnazjum Żeńskiego w Piotrkowie Trybunalskim – zabytkowy budynek w Piotrkowie Trybunalskim na Starym Mieście przy ul. Stronczyńskiego 1.
Obiekt wpisany jest do rejestru zabytków pod numerem A/60 z 29.07.2008. Znajduje się też w gminnej ewidencji zabytków miasta Piotrkowa Trybunalskiego. 
Według wpisu w rejestrze zabytków gmach został wybudowany w latach 1890–1897. Zaprojektowano go w stylu neorenesansowym. Frontowa elewacja od ul. Stronczyńskiego podzielona jest na trzy części. Środkowa część ozdobiona jest półokrągłym ryzalitem na parterze i pierwszym piętrze, zaś na drugim piętrze – pięciokątnym. Na szczycie ryzalitu znajduje się tympanon z fryzem kostkowym. Główne wejście do budynku ozdabiają kolumny z motywami roślinnymi. Pierwsze piętro budynku ozdobione jest boniowaniem.
Do XIX w. na działce wzdłuż dzisiejszej ul. Stronczyńskiego przebiegały mury miejskie Piotrkowa. W 1932 w budynku miało siedzibę żeńskie gimnazjum Zrzeszenia Nauczycieli Szkół Średnich. W 1932 obiekt połączono ze szkołą żeńską Heleny Trzcińskiej, prowadzoną w latach 1906–1933 w budynkach dawnego zespołu klasztornego dominikanek. W 1955 w budynku zostało otwarte Studium Nauczycielskie.
Od 2013 w budynku mieści się Katolicka Szkoła Podstawowa i Przedszkole Sióstr Dominikanek. Organem prowadzącym placówkę jest Rektorat Kościoła Akademickiego Panien Dominikanek p. w. Matki Bożej Śnieżnej. Dominikanki prowadziły od 1. połowy XVII w. do 1864 w położonym obok zespole klasztornym jedyną ówcześnie w mieście i okolicy szkołę dla dziewcząt.

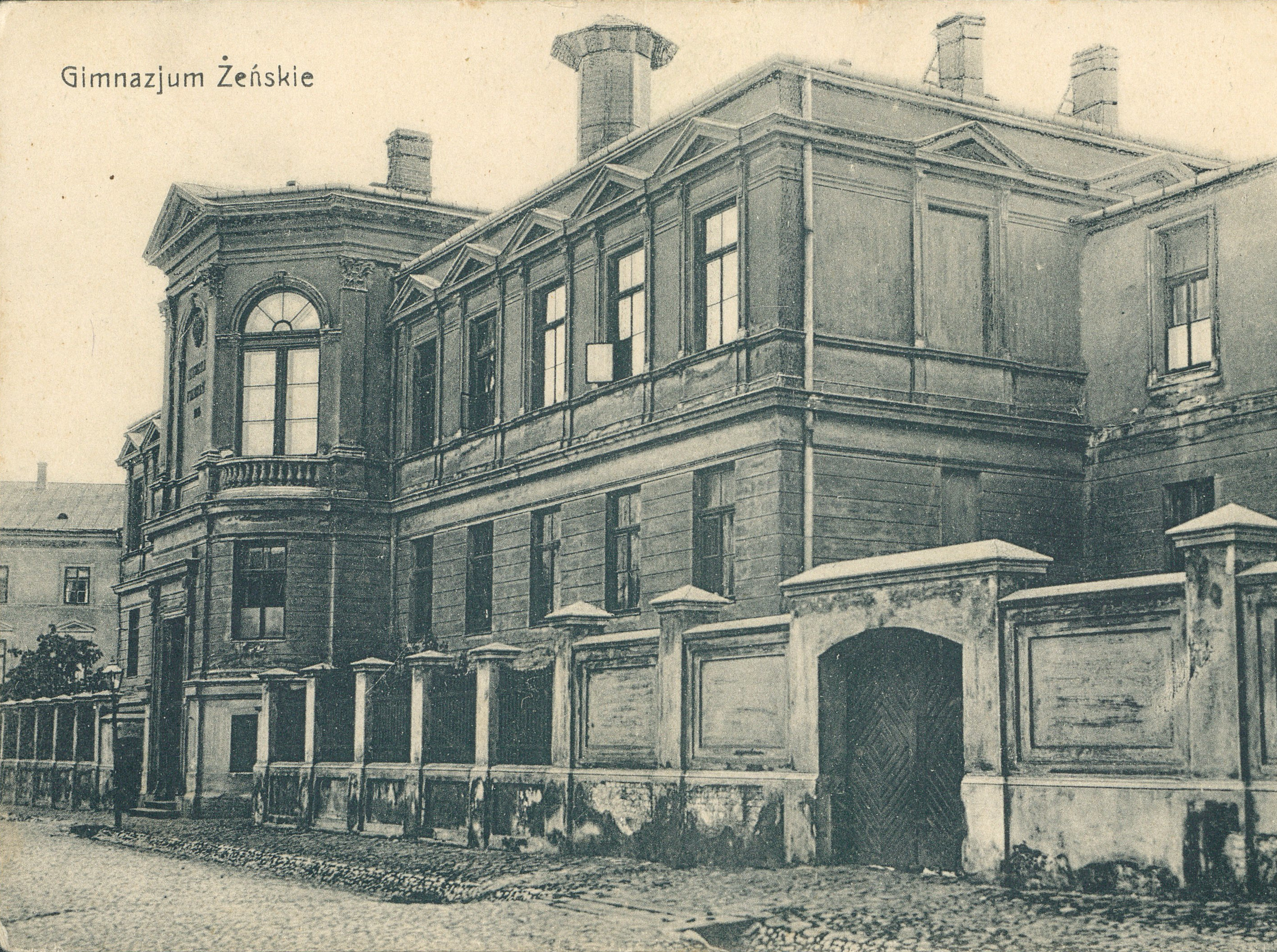
Budynek szkoły około 1906–1910.